# Garrigàs (kommunhuvudort)
Garrigàs är en kommunhuvudort i Spanien.   Den ligger i provinsen Província de Girona och regionen Katalonien, i den östra delen av landet, 600 km öster om huvudstaden Madrid. Garrigàs ligger 109 meter över havet och antalet invånare är 327.
Terrängen runt Garrigàs är platt. Runt Garrigàs är det ganska glesbefolkat, med 32 invånare per kvadratkilometer. Närmaste större samhälle är Figueres, 8,1 km norr om Garrigàs. Trakten runt Garrigàs består till största delen av jordbruksmark.